# Chen Luyun
Chen Luyun (陳鷺芸T, 陈鹭芸S, Chén LùyúnP; Xiamen, 7 giugno 1977 – 23 dicembre 2015) è stata una cestista cinese.

## Carriera
Con la Cina ha disputato i Campionati mondiali del 2002 e i Giochi olimpici di Atene 2004.